# Поморянський замок

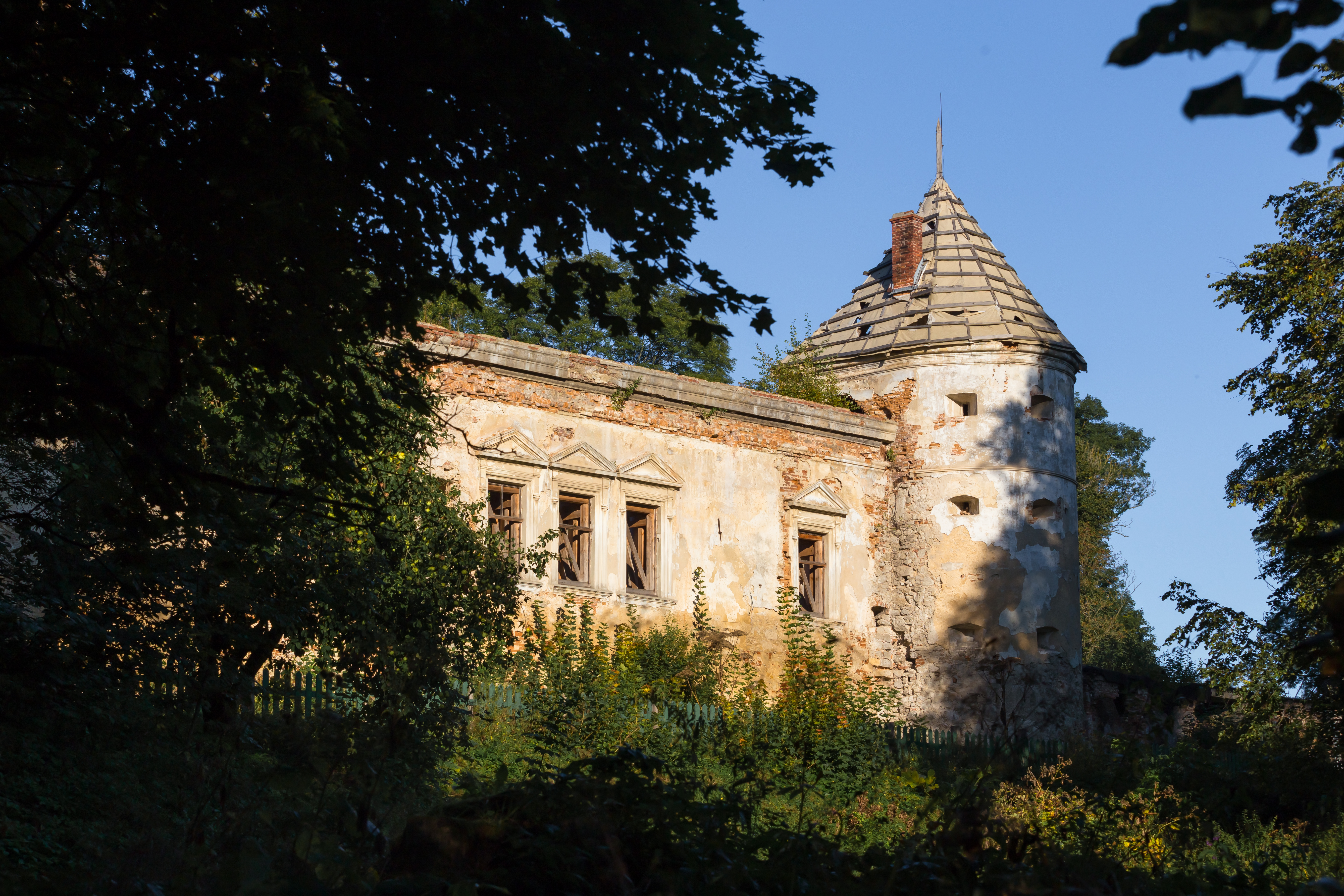

Поморя́нський за́мок — пам'ятка історії та архітектури в селищі Поморяни Золочівського району Львівської області. Дотепер збереглись два двоповерхові корпуси і кругла кутова вежа. У південному корпусі є відкрита галерея.

## Історія
Замок належав руській родині Кердеїв. До 1462 р. замок належав подільському воєводі Грицьку Кердейовичу, далі — його сину, теребовлянському старості — Сигізмунду Кердею, який загинув у 1498 р. при його обороні від татарського нападу. Його син Ян Кердей (Саід Бей) був взятий тоді дитиною татарами в полон, пізніше виховувався в школі для яничарів і був послом султана Сулеймана І до короля Сигізмунда І Старого.
Поморянський замок побудований на невисокім пагорбі, колись омивався з трьох сторін ставами, мочарами та водами Золотої Липи і Махнівки. Засновник замку назвав його «Корабом». У документі датованому 1497 роком згадується, що шляхтич Микола Свинка був дідичем та власником села і замку Поморян. Польський хроніст Баліцький пише, що король Олександр Ягеллончик привілеєм з 1504 року дав Поморянам статус міста й надав йому магдебурзьке право, а також встановив торги і 2 ярмарки. Інший польський історик Дзєдзіцький вважає, що привілей, згадуваний Баліцьким, є лише відновленням для Поморян акту 1466 року, який міг загинути.
Наприкінці 15 століття маєтність перейшла до Зигмунта (Сігізмунда) Сененського (сина Яна з Сенна і Олеська, краківського каноніка) і була в руках цього роду до 1619–1620 рр., коли ці землі купив Якуб Собеський — батько майбутнього короля Польщі.
У ті часи замок був добре укріплений, тоді ж зводиться нова порохівня, робиться великий запас зброї і гармат. Завдяки розумному розташуванню замок неодноразово витримав затяжні облоги турків і татар. У 1672 р., коли Золочівський замок зруйнували яничари, поморянська твердиня вистояла перед численними військами. Під час другого походу турків на Львів в 1675 р. залога замку, не маючи достатньої сили для оборони, покинувши таємним ходом фортецю, вийшла до лісу і заховалась у Свірзькому замку. Залишений напризволяще замок цілком спустошили, однак невдовзі його відбудували коштом тодішнього власника — короля Яна III Собеського. На жаль, фортеця знов була зруйнована в 1684 р. татарами.
Докладніше про цей епізод — словами журналістки Тетяни Костенко:
|  | У той час Поморянський замок відігравав велику роль у боротьбі з турками і татарами. В 1672 році на Польщу рушила величезна турецька армія Магомета IV, грабуючи і спалюючи все на своєму шляху. Були знищені замки в Золочеві і Зборові, згодом ворог напав на Поморяни. Жителі мужньо боронилися, відкрили шлюзи. Вали оточила вода, і ворог відступив. Через три роки турки вдруге напали на замок, але цього разу не вдалося його захистити. Місто і замок було спалено, багато людей забрано у полон. Для розбудови міста король звільнив його від податків, надав привілей, відбудував замок, спеціально запросив для цього архітектора, а також спеціального інженера для насипання валів і побудови нових високих мурів. В 1684 році татари облягли місто, і воно знову було знищено. Король Ян Собєський виділив 20000 злотих для потерпілих. Замок було поновлено, і це вже була потужна фортеця, яка втрималася від татарських нападів у 1687 і 1695 роках. Але згодом, коли він переходить у власність дітей Яна Собєського, втрачає воєнне значення і починає руйнуватися. |

Як видно з документів та спогадів сучасників, Поморянський замок був улюбленим місцем перебування короля Яна Собєського, який витратив на його відбудову 25000 злотих, за допомогою інженера-спеціаліста (можливо, Шарля Бенуа) підніс його з руїн, значно укріпив та покращив. Після цього замок витримав усі татарські напади та облоги протягом 1687—1695 років. Після смерті короля замок переходив від одних власників до інших, дуже підупав і почав втрачати функцію фортеці. З 1740 року був власністю Радзивілів. Сильних пошкоджень зазнав замок під час пожежі 1771 року. Значну його частину після пожежі розібрали.
У 1789 році Поморяни перейшли у власність Прушинських. Еразм Прушинський (помер в 1841 році) відбудував два крила замку — південне та східне — та розібрав північне і західне. Відбудову замку завершив його син Юзеф (помер близько 1875 року). Він відновив інтер'єри, покрив замок бляхою, заклав парк, теплиці. Як великий цінувальник мистецтв, він зібрав винятково цінну галерею олійних робіт видатних італійських майстрів, близько 300 малюнків славетних художників світу, у тому числі Рембрандта і Леонардо да Вінчі, гравюр-портретів польських королів, колекцію медалей і монет, печаток польських королів і князів, автографів польських королів, ікон, посуду, мозаїк. Впорядкування Поморянського архіву — теж його заслуга. Родина Прушинських заклала великий цвинтар, посередині якого стоїть їхній гробівець. Після смерті Юзефа все було знищено, за безцінь продано цінності, архів розпорошився.
В 1876 році замок перейшов у власність Романа Потоцького, чий син Єжи (Юрій, помер в 1961 році) опікувався замком до 1939 року, відремонтувавши його після руйнацій Першої світової війни.
Знову процитуємо Т. Костенко:
|  | Замок став свідком Листопадового Чину. 1 листопада 1918 року в Поморянах було роззброєно жандармерію. На ратуші вивішено жовто-блакитний прапор, і староста міста без спротиву передав владу українському військовому комітетові. Біля замку відбулося багатотисячне віче, виголошено безліч промов. Було встановлено українську цивільну владу. Згодом розпочалася польська окупація. Закривали читальні «Просвіти», українські кооперативи, проти українських діячів проводилася пацифікація. В 1930 році жителів Поморян врятував від неї граф Юрій Потоцький, який був на той час у замку. Він зателефонував Пілсудському, і військо нікого не зачепило. |

За графа Єжи Потоцького замок перетворився на гарну садибу. І про те, як вона виглядала в міжвоєнний період, є свідчення жительки Поморян Стефанії Козоріз:
|  | Я мала 7 років, а графський син Андрій Потоцький був на 2 роки старший. Він любив бавитися зі мною і двома сусідськими дівчатками. Ми часто ходили до замку. Графиня була привітною, запрошувала нас до покоїв, де ми бавилися, а також їли разом з Андрієм. Сиділи разом з ним за столом і їли ту саму їжу, що і він. Пам'ятаю кімнати палацу: перша зала була великою, заставлена чучелами птахів та звірів, поруч кімната, де вдягалася графиня, обвішана дзеркалами, направо була спальня графа, а далі багато різних кімнат. У залах палили каміни, де на патиках вудили м'ясо. В замку був великий порядок. Серед двору клумби, на яких росло багато-багато троянд. Приїздила графська сім'я до замку навесні. На честь її приїзду на воротах вивішували чорно-жовто-зелено-білий прапор. Дорогу посипали піском і розрівнювали граблями. Граф приїздив 4-ма білими кіньми. У Поморянах полював зі собаками, яких мав 50—60 штук. Запам'яталася мені графиня. Казали, що вона іспанка. Мала довгу шию, ходила з розпущеним волоссям, вдягалася в чорну сукню, що волочилася по землі, з великим бантом ззаду. Графиня збудувала невеликий будинок біля замку — притулок для старих. Одну кімнату було відведено для дітей, де вони бавилися влітку. Останніми роками хтось приїздив з нащадків графа, очевидно, хотіли якось відбудувати замок, але нічого з того не вийшло. |

Влітку 1941 року в замку розташовувалась Підстаршинська школа ОУНР. Її організатором і керівником був Василь Івахів. Але невдовзі Гестапо арештувало командний склад школи і протягом (1941—1942) вони перебували в ув'язненні в тюрмі на Лонцького, звідки були викуплені митрополитом Андреєм Шептицьким.
А потім тут жили два гестапівці, що управляли поморянським маєтком. Можливо, це й врятувало садибу від цілковитої руйнації. Та не врятувало німців: їх біля самісіньких воріт розстріляли хлопці з УПА. Потім приїхала каральна експедиція, і всіх чоловіків Поморян було заарештовано та вивезено на примусові роботи до Німеччини.
Кажуть, всі цінності з замку розійшлися по тернопільських музеях, а в самому замку у 50-ті рр. XX ст. містилися райком КПУ та райвиконком (тоді містечко мало статус райцентру). Далі сюди переносять ПТУ, а у 80-ті роки ПТУ переїхало у нове приміщення.
У замку після проведення реконструкції планувалося відкрити Всеукраїнський будинок пристарілих для творчих працівників.

## Короткий опис замку Яна III
У плані замок був прямокутний. Мав 2 поверхи з кутовими вежами і замковим подвір'ям. В центрі північного крила замку була в'їзна башта, до якої вів звідний міст, з інших боків замок оточувався руслом та болотами річки Золота Липа. Навколо споруди були мури та рови. По боках в'їзної вежі стояли господарчі будинки.

## Сучасний стан

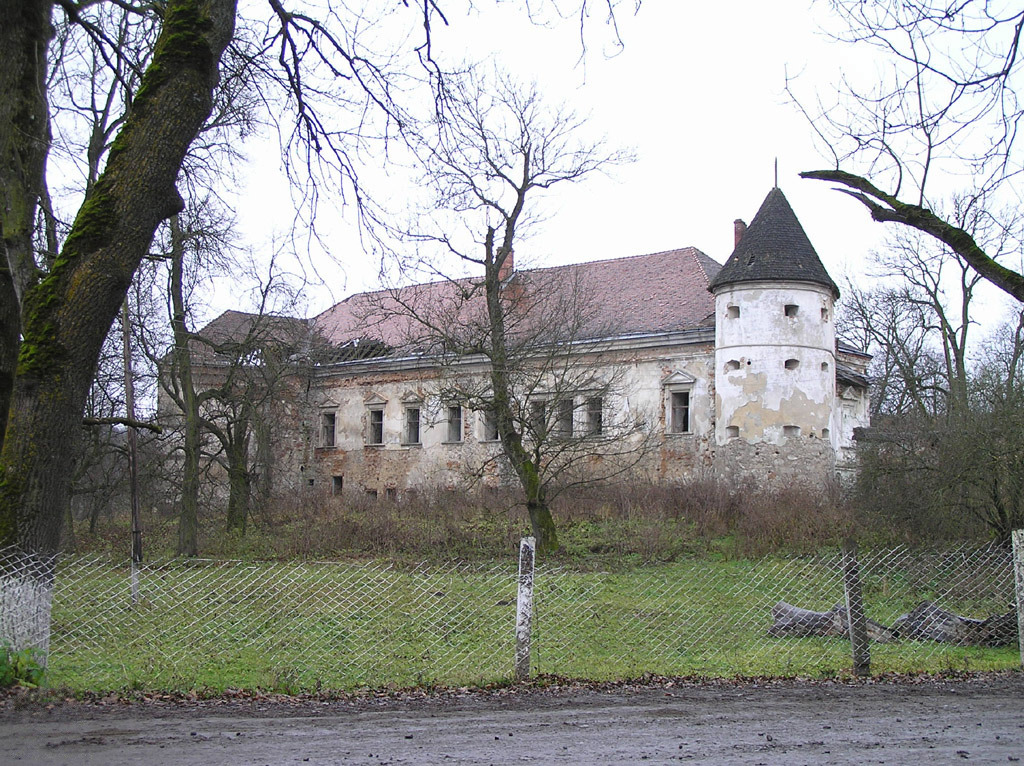
Поморянський замок

Після багатьох перебудов і довгого періоду занепаду він втратив свій первісний вигляд і перебуває в аварійному стані. Збереглися два двоповерхові крила, східне із круглою вежею та південне з галереєю. Найстаріше — східне крило з круглою вежею. Далі південний корпус, що має відкриту галерею з боку двору, добудовану в XVIII–XIX ст.
У круглій вежі з шатровим дахом влаштовано сходи, що ведуть на 2-й поверх. У стінах вежі збереглися бійниці, розміщені на чотирьох рівнях; бійниці є також в першому поверсі східного корпусу. Приміщення східного корпусу на першому поверсі перекриті хрестовими і циліндричними склепіннями. Південний корпус з боку двору оформлений двоярусною відкритою галереєю зі сходами в центрі. Нижній ярус зроблений у вигляді аркади, покрівлю над галереєю підтримують колони тосканського ордера. Вікна верхніх поверхів обрамлені білокам'яними порталами з трикутними сандриками. Поморянський замок реставрований у 1978 році (архітектори Л. М. Дмитрович, Л. Л. Алінаускене).
З північно-східного боку від замку розташована одноповерхова господарська споруда. Покрівля замку сильно пошкоджена. Штукатурка зовні частково збереглася, у стінах тріщини і вивали.
Загальна площа забудови замку — 1206,00 м², загальна площа приміщень замку — 1465,60 м² (включаючи підвали і горища — 2509,60 м²).
На 2010 рік замок перебував у жалюгідному стані: влітку 2008 року стик двох крил замку впав, розбирається кам'яна огорожа.
У Поморянському замку нещодавно (у вересні 2011 р.) впала стіна, а через 2 тижні місцеві мешканці розікрали її цеглу — повивозили фірами. Про це повідомив Борис Возницький — тодішній директор Львівської національної галереї мистецтв.
Директор Львівської національної галереї мистецтв наголошує, що у Львівській ОДА розглядають питання про передачу замку у концесію на 49 років.
«Цьогоріч замок необхідно накрити поліетиленовою плівкою, — зауважує пан Возницький. — Якщо зараз цього не зробити, то наступного року більше не буде що накривати».
12 квітня 2018 року завалилася стіна східного крила Поморянського замку.
В 2020 році розпочалися ремонтно-реставраційні роботи.

## Фотографії

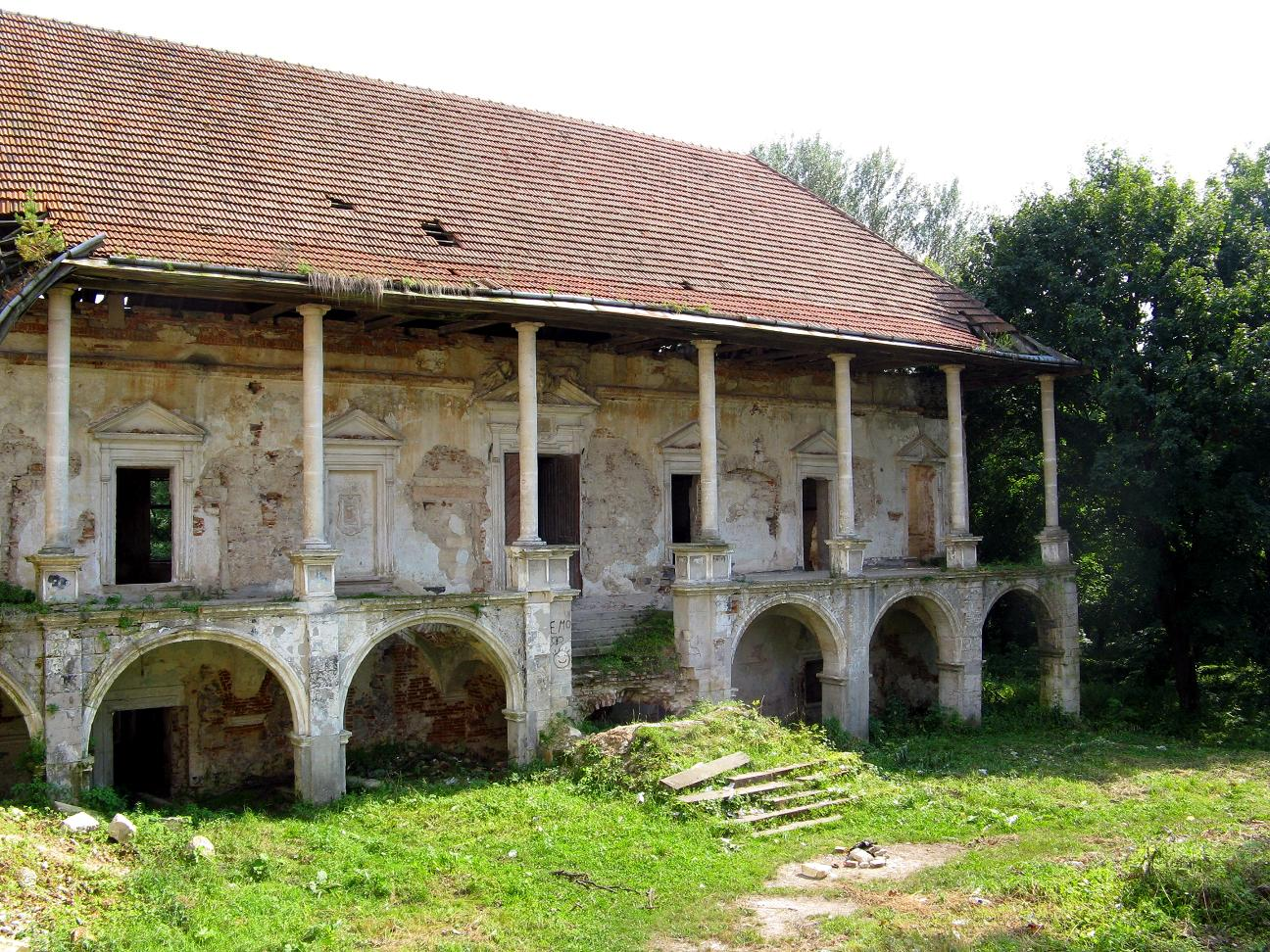
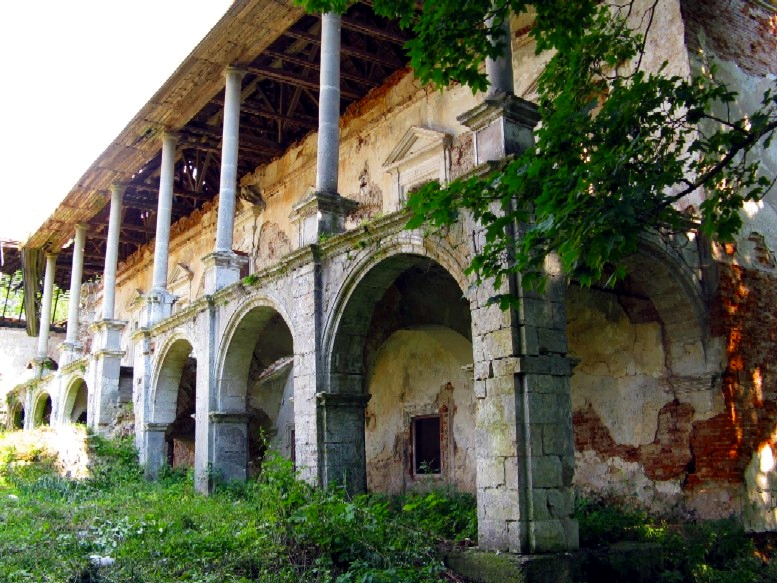
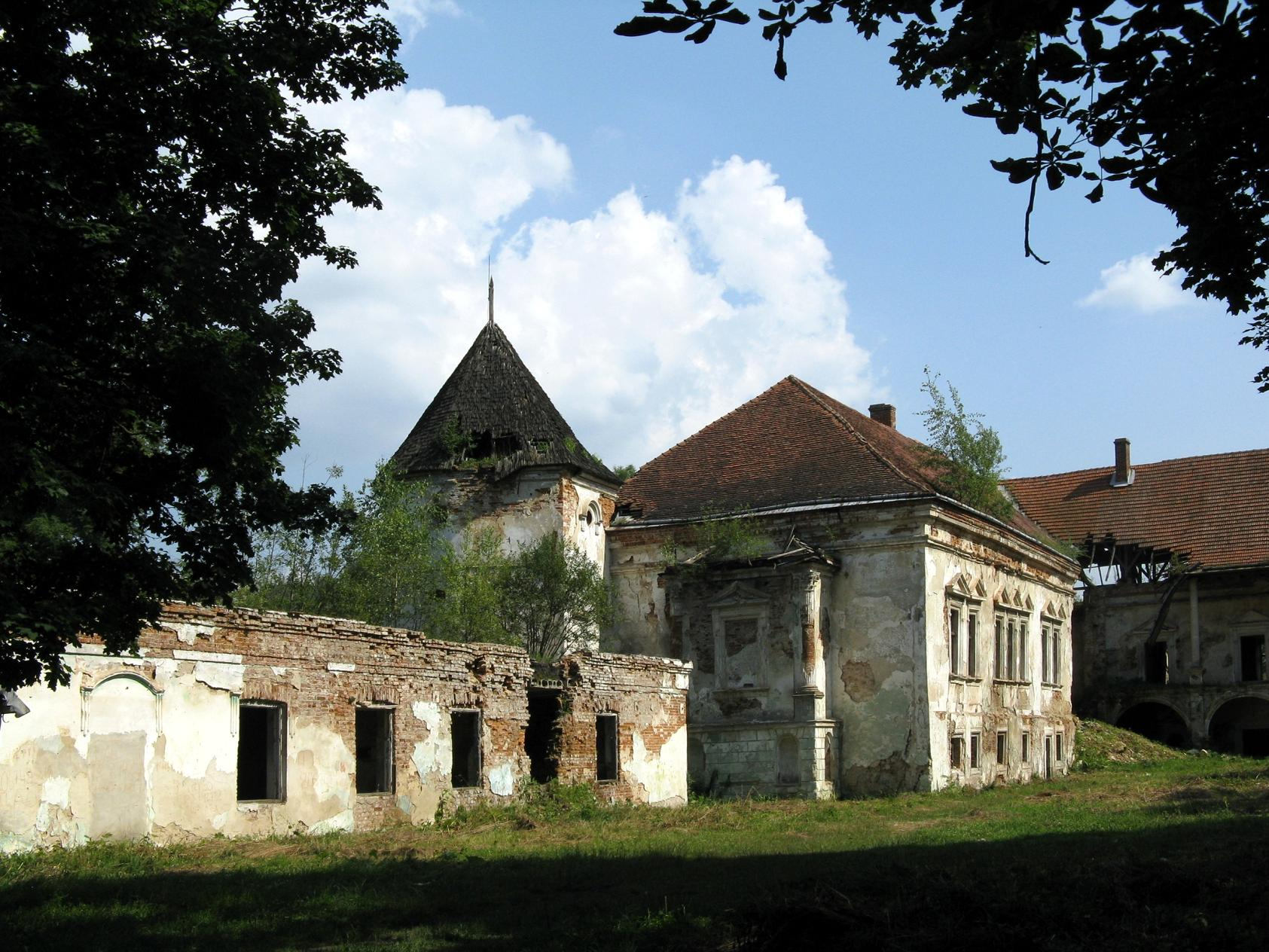
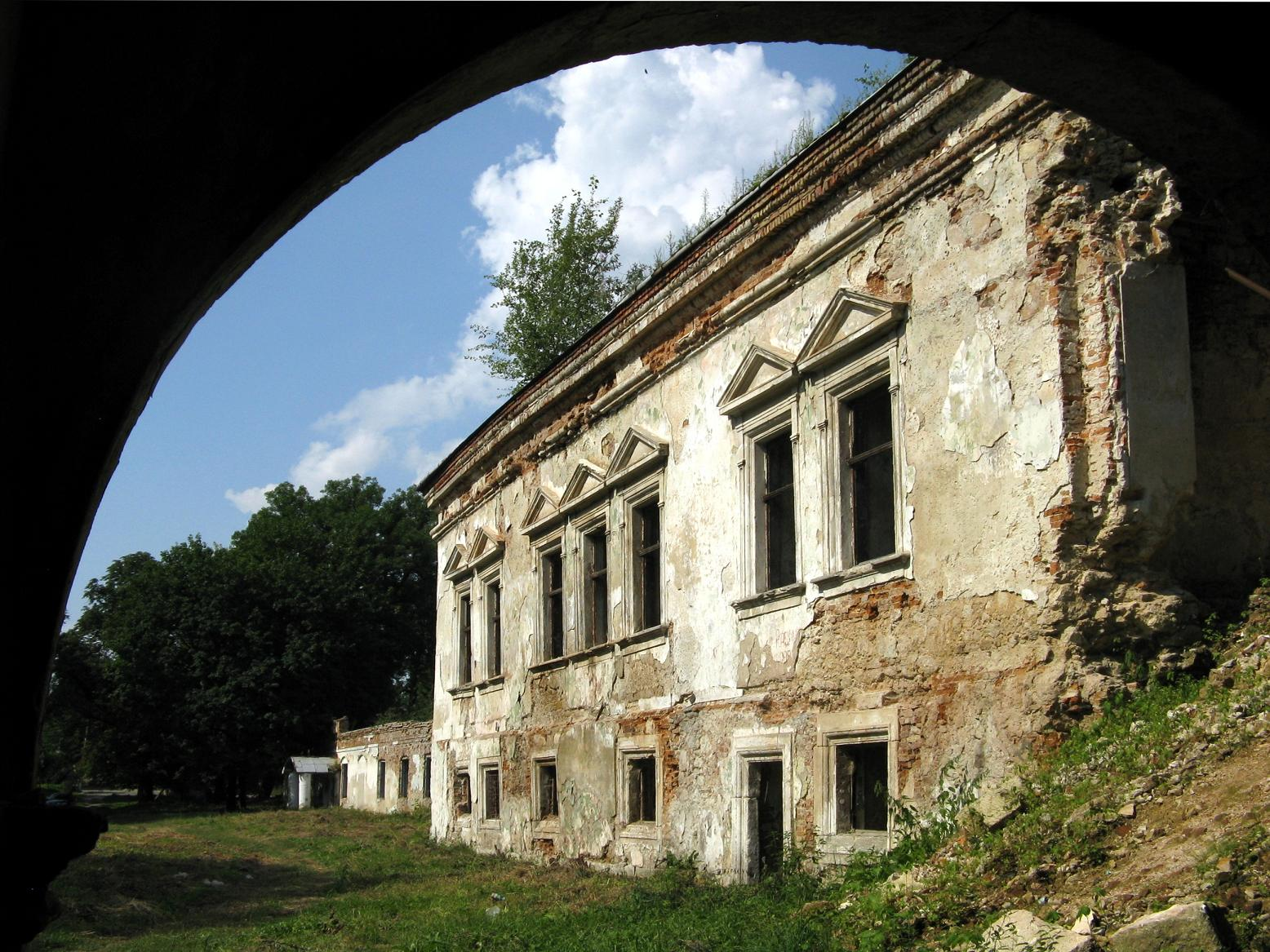
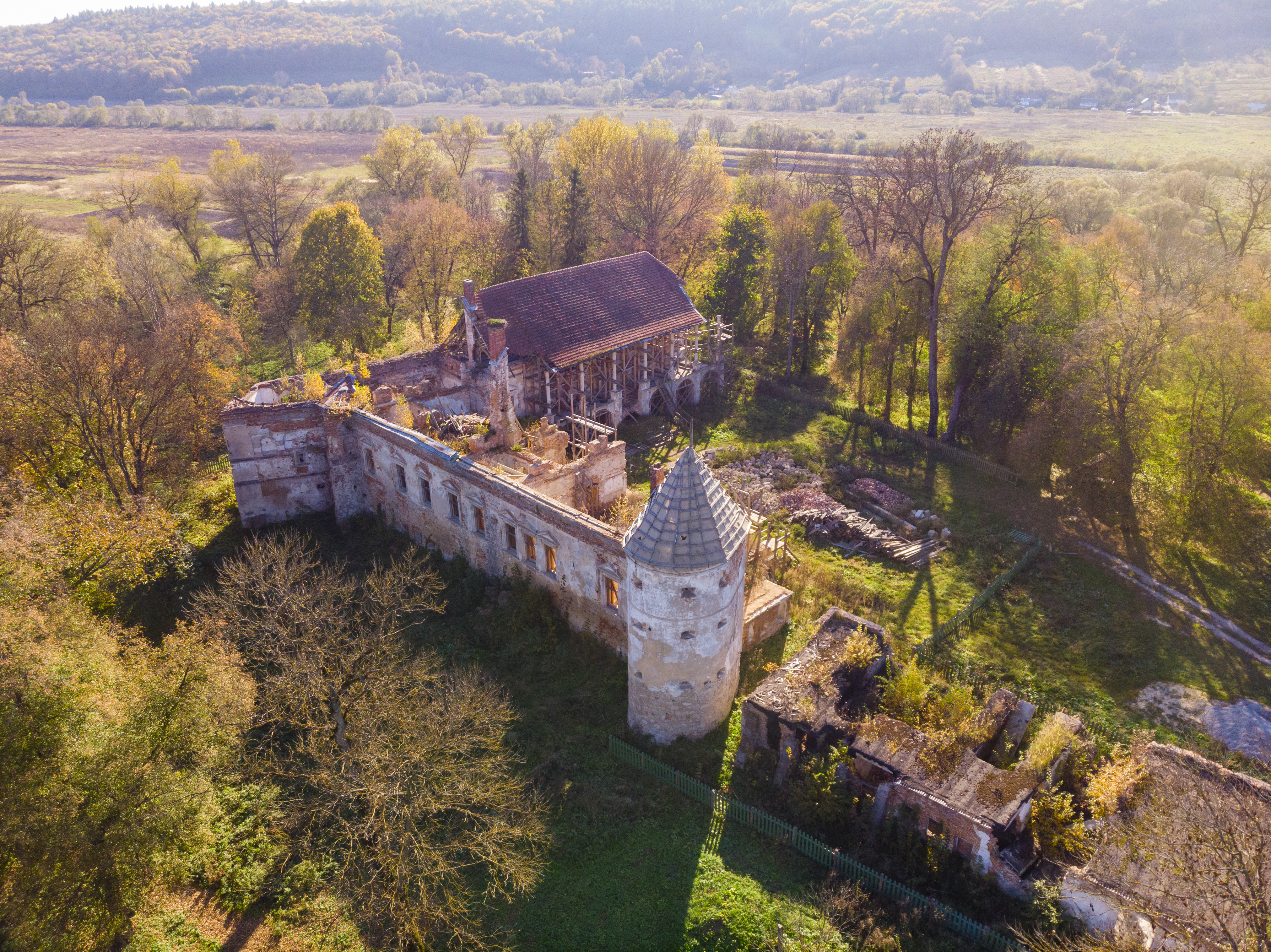
Вид на замок з повітря (2021 р.)